# Lomas de Zamora (partido)
Pour les articles homonymes, voir Zamora (homonymie).
Lomas de Zamora est un partido de la province de Buenos Aires fondée en 1861 dont la capitale est Lomas de Zamora.
Le partido fait partie du groupe des 24 partidos de la Province de Buenos Aires constituant le Grand Buenos Aires avec la capitale fédérale.